# Tinadendron kajewskii
Tinadendron kajewskii là một loài thực vật có hoa trong họ Thiến thảo. Loài này được (Guillaumin) Achille mô tả khoa học đầu tiên năm 2006.